# تكنولوجيا الاختيار الجرثومي
تكنولوجيا الاختيار الجرثومي يشير إلى تقنيات تقنيات التلقيح بالمساعدة التي يتوقع حالياً أن يتم توسيعها في المستقبل، وتمكن الأهل من التأثير على النمط الجيني لأبنائهم. يمكن تحقيق ذلك من خلال مسح جيني لكيسة أريمية (أجنة مبكرة) ،أو عبر هندسة تطبيقية جرثومية والتي تشر إلى الهندسة الوراثية البشرية المستخدمة لتعديل الجينات للخلايا الأولى في الكيسة الأريمية.
تقنيات المسح استخدمت منذ منتصف التسعينات للحد من انتشار الأمراض الوراثية، وما يمكن اختباره يتوقع أن يكون متطوراً بشكل واسع بأوائل 2010. النضج في هذه المجالات يزيد مجال التطور لقرارات مفتوحة للآباء. الهندسة الجرثومية وحتى هندسة الكروموسومات الصناعية البشرية (والتي تعطي موثوقية كبيرة حالياً) تطبق حالياً على الحيوانات.